# Xã Harris, Quận Ripley, Missouri
Xã Harris (tiếng Anh: Harris Township) là một xã thuộc quận Ripley, tiểu bang Missouri, Hoa Kỳ. Năm 2010, dân số của xã này là 744 người.